# Sojusz Nowego Obywatela
Sojusz Nowego Obywatela (słow. Aliancia Nového Občana, ANO) – słowacka partia polityczna, w latach 2002–2006 ugrupowanie parlamentarne i współrządzące, od 2011 kilkukrotnie zmieniało nazwę.

## Historia
Partia została założona 22 kwietnia 2001 przez magnata prasowego Pavla Rusko jako ugrupowanie o profilu liberalnym. W wyborach parlamentarnych w 2002 zdobyła 8% głosów i 15 mandatów poselskich (na 150) w Radzie Narodowej III kadencji. Sojusz przystąpił do koalicji rządowej z Słowacką Unią Chrześcijańską i Demokratyczną, Partią Węgierskiej Koalicji i Ruchem Chrześcijańsko-Demokratycznym. Z ramienia ANO w skład centroprawicowego rządu Mikuláša Dzurindy wchodzili: Robert Nemcsics (wicepremier i minister gospodarki, 2002–2003), Pavol Rusko (te same funkcje, 2003–2005), Jirko Malchárek (te same funkcje, 2005–2006), Rudolf Chmel (minister kultury, 2002–2005 i 2006) oraz František Tóth (minister kultury, 2005–2006).
W wyborach prezydenckich w 2004 z ramienia sojuszu zarejestrował się Ľubo Roman, jednak wycofał się na miesiąc przed głosowaniem. W tym roku partia uzyskała 4,65% głosów w wyborach do Parlamentu Europejskiego, nie wprowadzając żadnych eurodeputowanych. W wyborach parlamentarnych w 2006 ANO zdobył 1,4% poparcia i nie przekroczył wynoszącego 5% progu wyborczego. Od tego czasu partia pozostawała opozycją pozaparlamentarną, notującą w sondażach poparcie nieprzekraczające 1% głosów. W 2007 funkcję prezesa objął Robert Nemcsics.
W 2011 władzę w ugrupowaniu przejęła Nora Mojsejová, projektantka mody. Doprowadziła do zmiany nazwy partii na Partia Wolnego Słowa – Nory Mojsejovej (słow. Strana Slobodné Slovo – Nory Mojsejovej). Partia wystawiła swoją listę wyborczą w wyborach w 2012, uzyskując poparcie na poziomie 1,2%.
W kolejnych latach ugrupowanie ponownie zmieniało swoją nazwę na OBČANIA (2013) i IDEA (2014), a także przewodniczących. Nie wykazywało jednak istotnej aktywności wyborczej. Została rozwiązana w 2017.